# فرودگاه ایستر ویل
فرودگاه ایستر ویل (به انگلیسی: Easterville Airport) یک فرودگاه همگانی است که یک باند فرود شن و رس دارد و طول باند آن ۷۹۳ متر است. این فرودگاه در کشور کانادا قرار دارد و در ارتفاع ۲۵۹ متری از سطح دریا واقع شده است.